# Open Quimper Bretagne Occidentale II 2021
L'Open Quimper Bretagne Occidentale II 2021 è statoun torneo maschile di tennis giocato sul cemento indoor. È stata la 12ª edizione del torneo e faceva parte della categoria Challenger 80 nell'ambito dell'ATP Challenger Tour 2021, con un montepremi di 44 820 €. Si è giocato al Parc des Expositions di Quimper, in Francia, dal 1° al 7 febbraio 2021. La settimana precedente si era tenuta l'11ª edizione del torneo, la 1ª del 2021, che faceva però parte della categoria Challenger 100.

## Partecipanti

### Teste di serie
| Nazionalità | Giocatore                   | Ranking* | Testa di serie |
| ----------- | --------------------------- | -------- | -------------- |
| Spagna      | Alejandro Davidovich Fokina | 54       | 1              |
| Francia     | Lucas Pouille               | 74       | 2              |
| Stati Uniti | Sebastian Korda             | 103      | 3              |
| Francia     | Grégoire Barrère            | 111      | 4              |
| Stati Uniti | Denis Kudla                 | 116      | 5              |
| Francia     | Antoine Hoang               | 119      | 6              |
| Francia     | Arthur Rinderknech          | 135      | 7              |
| Italia      | Federico Gaio               | 136      | 8              |

* Ranking al 25 gennaio 2021.

### Altri partecipanti
I seguenti giocatori hanno ricevuto una wild card per il tabellone principale:
- Arthur Cazaux
- Antoine Cornut Chauvinc
- Manuel Guinard

I seguenti giocatori sono entrati in tabellone come alternate:
- Maxime Janvier
- Lukáš Lacko

I seguenti giocatori sono passati dalle qualificazioni:
- Mathias Bourgue
- Evan Furness
- Tobias Kamke
- Matteo Viola

Il seguente giocatore è entrato in tabellone come lucky loser:
- Daniel Masur

## Punti e montepremi
| Torneo    | Torneo              | V     | F     | SF    | QF    | 2T  | 1T  | Q | Q2  | Q1  |
| Singolare | Punti               | 100   | 60    | 35    | 18    | 8   | 0   | 4 | 1   | 0   |
| Singolare | Premi in denaro (€) | 6 190 | 3 650 | 2 160 | 1 260 | 730 | 450 | – | 225 | 115 |
| Doppio    | Punti               | 80    | 48    | 29    | 15    | –   | 0   | – | –   | –   |
| Doppio    | Premi in denaro (€) | 2 670 | 1 550 | 930   | 550   | –   | 310 | – | –   | –   |

## Campioni

### Singolare
Brandon Nakashima ha sconfitto in finale  Bernabé Zapata Miralles con il punteggio di 6–3, 6–4.

### Doppio
Ruben Bemelmans /  Daniel Masur hanno sconfitto  Brandon Nakashima /  Hunter Reese con il punteggio di 6–2, 6–1.